# Asura placens
Asura placens là một loài bướm đêm thuộc phân họ Arctiinae, họ Erebidae.